# Furacão Katia (2011)
O furacão Katia foi um furacão razoavelmente intenso em Cabo Verde que teve um impacto substancial em toda a Europa como um ciclone pós-tropical. A décima primeira tempestade nomeada, o segundo furacão e o segundo grande furacão da temporada ativa de furacões no Atlântico de 2011, Katia se originou como uma depressão tropical de uma onda tropical sobre o Atlântico leste em 29 de agosto. No dia seguinte, intensificou-se para uma tempestade tropical e se tornou um furacão em 1 de setembro, embora as condições atmosféricas desfavoráveis tenham dificultado o fortalecimento posterior. À medida que a tempestade começou a voltar ao Atlântico ocidental, um regime mais hospitaleiro permitiu que Katia se tornasse um grande furacão em 5 de setembro e pico como uma furacão categoria 4 com ventos de 140 mph (220 km/h) naquela tarde. Processos centrais internos, aumento do cisalhamento do vento, uma frente fria iminente e temperaturas cada vez mais frias do oceano, todos fizeram com que o ciclone enfraquecesse quase imediatamente após o pico, e Katia finalmente fez a transição para um ciclone extratropical em 10 de setembro
Embora Katia tenha passado bem ao norte das Pequenas Antilhas, um alerta amarelo foi içado para Guadalupe para notificar os residentes de mares perigosos. Fortes correntes marítimas ao longo da costa Leste dos Estados Unidos levaram à morte de dois nadadores. Depois de perder suas características tropicais, Katia levou ao lançamento de vários avisos em toda a Europa. Os ventos com a força do furacão impactaram vários locais, derrubando árvores, derrubando postes de energia e deixando milhares sem eletricidade. A tempestade foi responsável por duas mortes no Reino Unido : uma quando uma árvore caiu em um veículo em County Durham e outra durante um acidente com vários carros na autoestrada M54 resultante de condições climáticas adversas. O ciclone pós-tropical causou aproximadamente £ 100 milhões ($ 157 milhões, 2011 USD) em danos apenas no Reino Unido.

## História meteorológica
Em 27 de agosto, o National Hurricane Center (NHC) começou a monitorar uma grande massa de convecção associada a uma onda tropical na costa oeste da África.  Uma área de baixa pressão se formou em associação com a perturbação no dia seguinte,  ganhando organização suficiente para ser declarada uma depressão tropical às 06:00. UTC em 29 de agosto aproximadamente 430 milhas (690 km) a sudoeste do extremo sul das ilhas de Cabo Verde.  A depressão inicialmente lutou para ser designada, com seu centro bem definido deslocado próximo à borda nordeste da convecção da tempestade como resultado de forte cisalhamento do vento leste-nordeste.  Às 00:00 UTC em 30 de agosto, no entanto, um aumento na organização convectiva do ciclone marcou sua intensificação na tempestade tropical Katia.
Katia seguiu na direção oeste-noroeste por vários dias, guiada por uma extensa crista de nível médio ao norte do ciclone. Os fortes ventos de nível superior que estavam afetando o ciclone diminuíram gradualmente, permitindo a expansão de uma nublada densa central, a formação de uma grande faixa curva no semicírculo sul e o desenvolvimento de um olho em faixas nas imagens de microondas.  As estimativas de intensidade de satélite aumentaram de acordo, levando o NHC a atualizar Katia para a intensidade de furacão às 00:00 UTC em 1 de setembro, enquanto a tempestade estava situada a cerca de 1.350 milhas (2.175 km) a leste das Ilhas Leeward.  Embora as condições devam permanecer favoráveis a uma intensificação adicional,  imagens de satélite de vapor d'água e imagens de microondas indicaram que o ar seco de nível médio começou a erodir a convecção da parede do olho imediatamente após a melhora da tempestade, e os ventos de nível superior eventualmente se tornaram menos favoráveis conforme Katia se aproximava calha afiada de nível superior. Como resultado, a tempestade manteve seu status de furacão mínimo por quase três dias, com apenas uma parede do olho parcial ou uma característica de olho em faixa aparecendo no satélite.

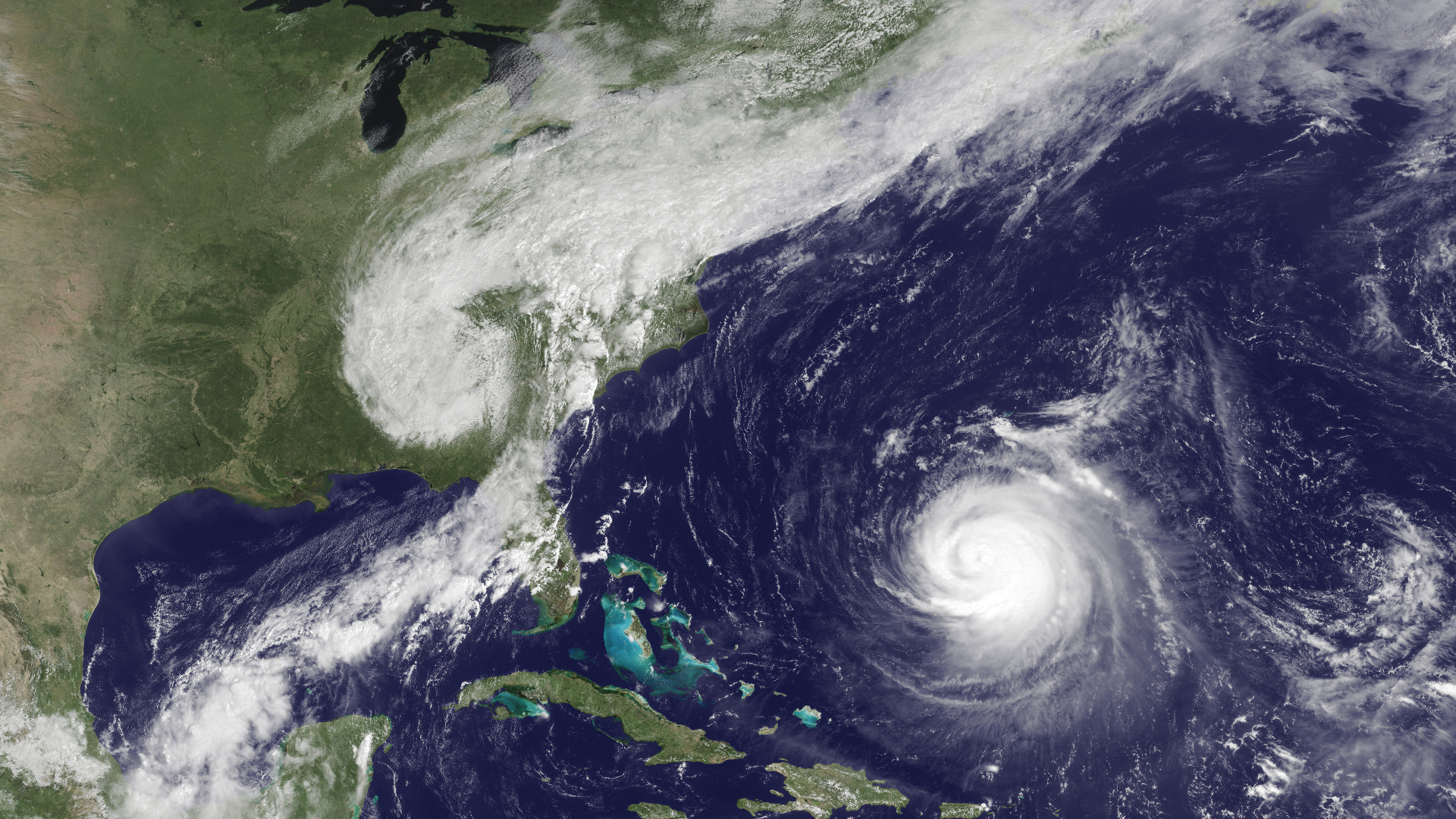
Os remanescentes de Lee (esquerda) e Furacão Katia (direita) em 6 de setembro

No início de 4 de setembro, o furacão moveu-se sob um grande anticiclone de nível superior que forneceu uma suspensão do forte cisalhamento do vento sudoeste. Embora sua organização convectiva ainda não tivesse se tornado totalmente simétrica, um olho tornou-se cada vez mais aparente nas imagens infravermelhas. O centro mudou-se muito perto da boia da Administração Oceânica e Atmosférica Nacional 41044 - que registrou um vento máximo sustentado de 90 mph (145 km/h) e uma rajada de vento máxima de 108 mph (174 km/h) volta das 12:00 UTC, indicando que Katia havia se intensificado em uma categoria 2 furacões.   Embora um ciclo de substituição da parede do olho tenha causado brevemente a deterioração do padrão convectivo da tempestade,   Katia atingiu o status de grande furacão - uma categoria 3 ou superior na escala de vento do furacão Saffir – Simpson —pelas 12h00 UTC em 5 de setembro. Doze horas depois, o ciclone se intensificou ainda mais em uma categoria 4 furacões e ventos de pico atingidos de 140 mph (220 km/h) e uma pressão barométrica mínima de 942 mbar (hPa; 27,82 inHg) à medida que seu olho aquecia, a convecção profunda se tornava muito mais simétrica em torno do centro e o fluxo de saída do nível superior se expandia.
Quase imediatamente após atingir o pico de intensidade, Katia começou a enfraquecer rapidamente quando um segundo ciclo de substituição da parede do olho começou; foi rapidamente atrofiado quando o ar seco foi envolto na porção oeste da circulação e o cisalhamento do vento noroeste aumentou.  O processo do núcleo interno foi concluído no início de 7 de setembro, permitindo a Katia nivelar a intensidade como uma furacão categoria 1 por vários dias. O aumento do fluxo sudoeste resultante de uma depressão de nível superior empurrando para o leste através dos Estados Unidos fez com que Katia desacelerasse o movimento para a frente e recurvasse para nordeste ou leste-nordeste até 9 de setembro. O furacão acelerou novamente no final daquele dia, levando Katia a superar as temperaturas do oceano perto de 22 °C (72 °F).  A convecção profunda associada à tempestade diminuiu e sua circulação se fundiu com um sistema frontal,  indicando que Katia completou a transição para um ciclone extratropical às 12:00 UTC em 10 de setembro enquanto localizado a cerca de 290 milhas (465 km) ao sul-sudeste de Cape Race, Newfoundland. O aumento da energia baroclínica alimentou a poderosa baixa extratropical,  que contornou a costa norte da Escócia em 12 de setembro, antes de ser absorvido por um sistema extratropical maior sobre o Mar do Norte no dia seguinte.

## Preparativos e impacto

### Pequenas Antilhas e Estados Unidos
Embora Katia tenha passado bem a nordeste das Pequenas Antilhas, um alerta amarelo foi acionado em Guadalupe para o potencial de ondas de 3–5 metros (10-16 ft). Antígua e Barbuda registrou 21,59 milímetros (0,85 em) de chuva entre 6 de setembro e 7 de setembro de uma banda externa.
Em 4 de setembro, o NHC notou que grandes ondas provavelmente causam risco de vida nas condições da corrente de fuga que devem impactar a costa leste dos Estados Unidos nos dias subsequentes.  O aumento do surf resultou na morte de um nadador em Ormond Beach, Flórida, no dia seguinte,  e uma segunda morte em Monhegan, Maine, em 11 de setembro.

### Europa
Após a transição para um ciclone pós-tropical, Katia moveu-se rapidamente através do Atlântico Norte e em direção à Europa, levando o Met Office a começar a alertar os cidadãos sobre impactos potenciais nos dias subsequentes em 9 de setembro Três dias depois, a organização lançou um alerta amarelo de mau tempo para toda a Irlanda e a maior parte do Reino Unido, com um alerta amarelo mais severo içado em toda a Irlanda do Norte, norte da Inglaterra e sul da Escócia ; ambos os alertas alertaram sobre o potencial de ventos fortes.  Ao mesmo tempo, Met Éireann delineou um alerta de clima extremo em toda a Irlanda, alertando os residentes sobre o potencial para 130 km/h (80 mph) ventos, árvores derrubadas, edifícios danificados e inundações.  As balsas irlandesas cancelaram várias de suas velas entre Dublin e Holyhead.  O Instituto Meteorológico e Hidrológico da Suécia alertou sobre ventos fortes ao longo da costa da Suécia, embora o impacto das chuvas fosse esperado na vizinha Noruega.
Uma rajada de vento máxima de 158 km/h (98 mph) foi registrado em Cairn Gorm, Escócia, quando Katia impactou a região, com uma rajada de pico de 130 km/h (81 mph) observada em uma estação fora da montanha em Capel Curig, País de Gales ;  essas observações marcaram o impacto mais forte de um ciclone tropical desde o furacão Lili em 1996.  Ondas até 15 metros (49 ft) atingiu a costa oeste da Irlanda e linhas de energia caíram interromperam temporariamente os serviços DART. Aproximadamente 4.000 famílias ficaram sem energia em todo o país.  Uma marquise de catering foi explodida no ar em um set da série de televisão Game of Thrones, causando um ferimento.  No Condado de Durham, Reino Unido, um homem foi morto depois que uma árvore caiu na minivan que ele dirigia; o passageiro sofreu ferimentos sem risco de vida. Um segundo motorista morreu indiretamente na autoestrada M54 depois que um clima perigoso causou um acidente com vários carros.  Mais ao sul, em Bradford, um menino de 11 anos ficou ferido depois de ser atingido por um pedaço do telhado de uma garagem. Postes de força derrubados incendiaram vários campos.  A segunda etapa da Volta à Grã-Bretanha foi cancelada à força depois que fortes ventos encheram a ciclovia com destroços.  Os remanescentes de Katia causaram danos no extremo leste da Rússia. Em São Petersburgo, rajadas de vento de até 45 mph (75 km/h) danificou edifícios e deixou cerca de 1.500 residentes sem energia.  Na Estônia, a tempestade cortou a energia de aproximadamente 940 residências, afetando principalmente a ilha de Hiiumaa e o condado de Harju, com fortes ventos nas áreas costeiras de até 90 km/h (55 mph).